# Rituale Satanum
Rituale Satanum debitantski je studijski album finskog black metal-sastava Behexen. Album je u srpnju 2000. godine objavila diskografska kuća Sinister Figure Records.

## O albumu
Ime albuma parodija je na vjerski tekst katoličke vjere, Rituale Romanum.
Album je remasterirao i 2004. godine ponovno objavio (zajedno s novom naslovnicom) Dynamic Arts Records. Ograničenu je vinilnu inačicu albuma u lipnju 2006. godine objavio izdavač Faustian Distribution.

## Popis pjesama
Tekstovi: Torog, glazba: Horns.
| 1.    | »Intro / The Summoning«        | 1:05 |
| 2.    | »Sota valon jumalaa vastaan«   | 3:33 |
| 3.    | »Night of the Blasphemy«       | 4:46 |
| 4.    | »Christ Forever Die«           | 5:31 |
| 5.    | »Towards the Father«           | 3:55 |
| 6.    | »Saatanan varjon synkkyydessä« | 5:55 |
| 7.    | »Baphomet's Call...«           | 5:42 |
| 8.    | »The Flames of the Blasphemer« | 5:44 |
| 9.    | »Blessed Be the Darkness«      | 4:21 |
| 10.   | »Rituale Satanum«              | 4:02 |
| 44:34 |                                |      |

## Zasluge
| Behexen - Horns – bubnjevi - Torog – vokali, omot albuma, dizajn - Lunatic – bas-gitara - Gargantum – gitara, omot albuma, dizajn Dodatni glazbenici - Nazgul von Armageddon – recitacija (na pjesmi 1) | Ostalo osoblje - Christophe "Volvox" Szpajdel – logotip - Anssi Kippo – produkcija, inženjer zvuka - Jussi Jauhiainen – snimanje - Petteri Laakso – naslovnica, fotografija |